# Dicranomyia (Dicranomyia) rudra
Dicranomyia (Dicranomyia) rudra is een tweevleugelige uit de familie steltmuggen (Limoniidae). De soort komt voor in het Oriëntaals gebied.